# Treo

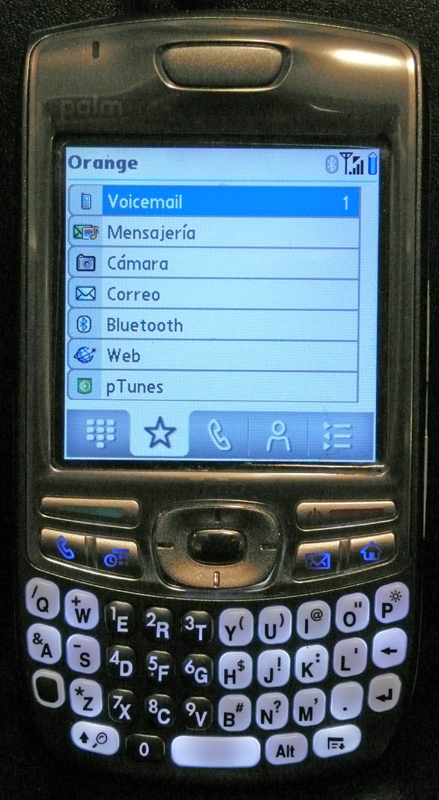
Un Treo 680.

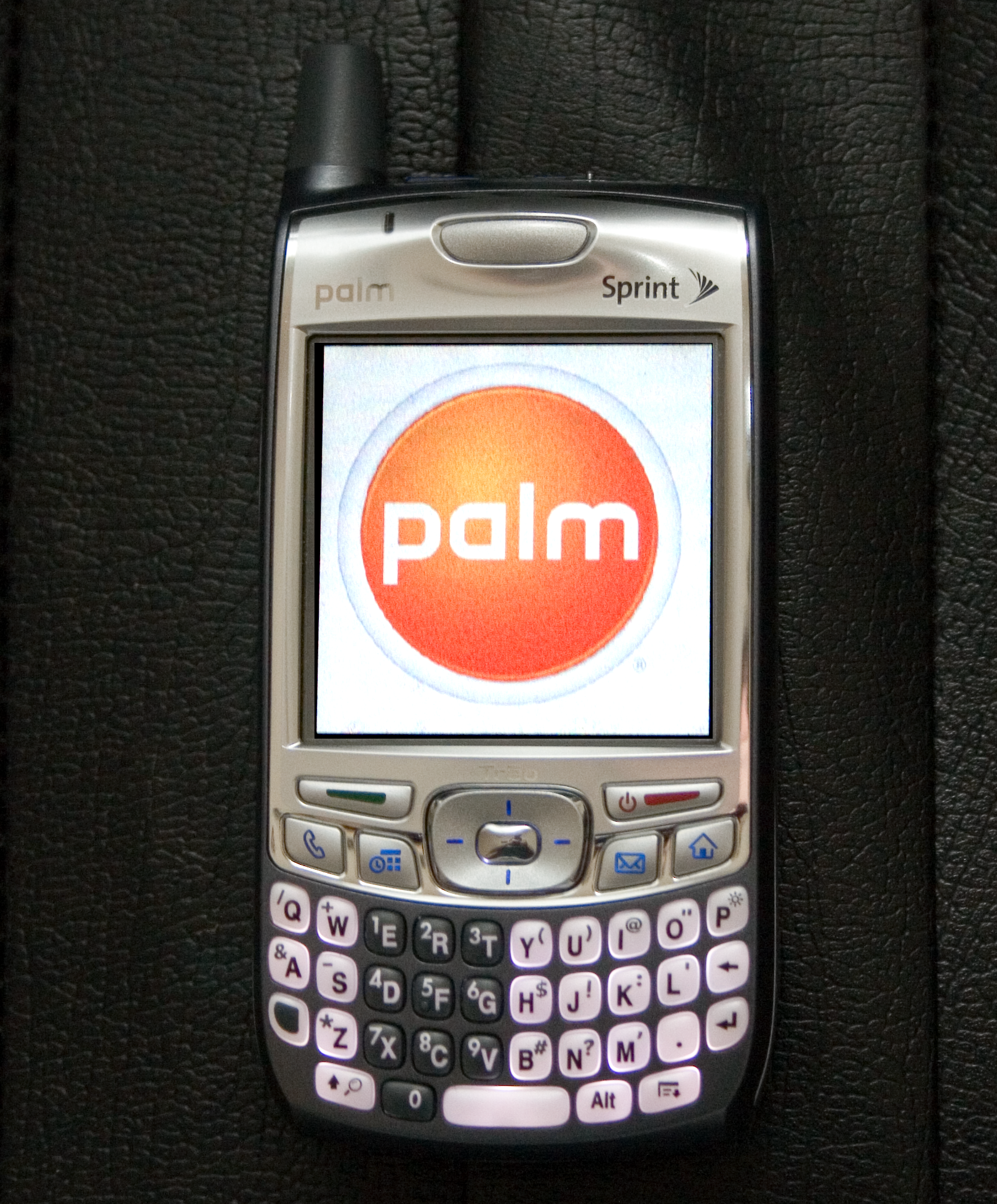
Un Treo 700P.

Treo es una línea de teléfonos inteligentes o PDA, desarrollada originalmente por Handspring.
Desde que Palm, Inc. comprase esta última empresa, los Treo son fabricados por la propia Palm, que los comercializa bajo su nombre de marca. Los Treo combinan en un solo aparato un terminal de telefonía móvil (GSM o CDMA) con un PDA o asistente digital de mano. En origen y durante varios años estos dispositivos corrieron exclusivamente el sistema operativo Palm OS hasta mayo de 2006, cuando fue presentado el primer Treo con Windows Mobile como sistema nativo. Junto a sus capacidades como teléfono y organizador personal, los Treo más recientes disponen de cámara fotográfica digital incorporada y de gran número de aplicaciones destinadas a la productividad empresarial, las comunicaciones inalámbricas y el ocio. Los Treo que disponen de sistema operativo Palm OS pueden sincronizar sus datos con ordenadores personales que corran sistemas operativos Windows y Mac OS. 
Hasta agosto de 2008, se habían lanzado un total de 19 modelos diferentes de Palm Treo.

## Modelos de Palm Treo
La siguiente lista de modelos Treo anunciados oficialmente, los presenta por orden de lanzamiento o aparición en el mercado:
| Modelo                     | Observaciones |
| -------------------------- | --- |
| Treo 90                    | Solo PDA, sin servicio de telefonía móvil. |
| Treo 180                   | Tribanda GSM, pantalla en blanco y negro. |
| Treo 180g                  | Tribanda GSM, pantalla en blanco y negro, sin teclado. |
| Treo 270                   | Doble banda GSM, pantalla de color, teclado retroiluminado. |
| Treo 300                   | Solo para la red CDMA de la operadora Sprint, pantalla de color, teclado retroiluminado. |
| Treo 600 (GSM)             | Cuatribanda GSM, pantalla de color, navegador de cinco direcciones, teclado retroiluminado, cámara digital. |
| Treo 600 (CDMA)            | Exclusivo para las redes de las operadoras Sprint y Verizon pantalla de color, navegador de cinco direcciones, teclado retroiluminado, cámara digital. |
| Treo 600 (CDMA) Sin cámara | Exclusivo para las redes de las operadoras Sprint y Verizon pantalla de color, navegador de cinco direcciones, teclado retroiluminado. |
| Treo 650 (GSM)             | Resolución de pantalla de 320 x 320 píxeles , operativo en GSM, GPRS, EDGE cuatribanda (850/900/1800/1900 MHz), batería extraíble. |
| Treo 650 (CDMA)            | Resolución de pantalla de 320 x 320 píxeles , operativo en CDMA en las bandas estadounidenses de 800/1900 MHz, Bluetooth 1.1, batería extraíble |
| Treo 700w (CDMA)           | Resolución de pantalla de 240 x 240 píxeles, 32MB de RAM, CDMA 2000 y soporte de red EvDO, compatible con la red 1xRTT, Bluetooth 1.2 Windows Mobile. |
| Treo 700p (CDMA)           | Resolución de pantalla de 320 x 320 píxeles, CDMA 800/1900MHz, soporte de red CDMA2000 EvDO compatible con las redes 1xRTT y IS95, Bluetooth 1.2, Palm OS, 181 gramos, memoria de 128 MB, dimensiones: 112 x 58 x 23 mm, teclado QWERTY.                                                                                                |
| Treo 700w (CDMA)           | Resolución de pantalla de 240 x 240 píxeles, 64MB RAM, bandas estadounidenses CDMA 800/1900MHz. Palm® Treo™ 700w teléfono inteligente para Verizon. Palm® Treo™ 700wx teléfono inteligente para Sprint. |

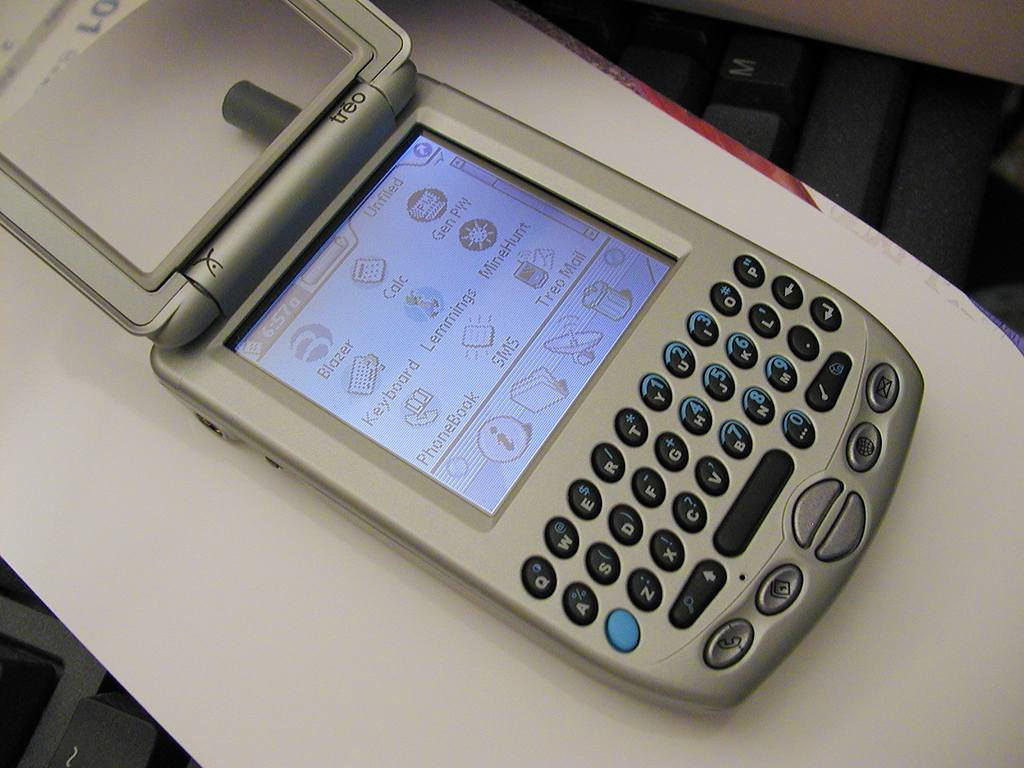
Un Treo 300.

| Treo 750v y 750 (GSM)      | Resolución de pantalla de 240 x 240 píxeles, cuatribanda GSM: 850/900/1800/1900, soporte GPRS, EDGE y UMTS, batería extraíble, cámara fotográfica de 1,3 megapíxeles, Bluetooth 1.2, Windows Mobile. Primer Treo sin la característica antena exterior.                                                                                 |
| Treo 680 (GSM)             | Resolución de pantalla de 320 x 320 píxeles, soporte GSM, GPRS, EDGE, cuatribanda 850/900/1800/1900 MHz, batería extraíble, cámara VGA de 0,3 megapíxeles, bluetooth 1.2, Palm OS. Anunciado el 12 de octubre de 2006 en la DigitalLife Expo.                                                                                           |
| Treo 755p (CDMA)           | Resolución de pantalla de 320 x 320 píxeles, CDMA 800/1900MHz, soporte de red CDMA2000 EvDO compatible con las redes 1xRTT y IS95, Bluetooth 1.2, Palm OS Anunciado el 9 de mayo de 2007 para la operadora Sprint. |
| Treo 500 (GSM)             | Resolución de pantalla de 320 x 240 píxeles, GSM cuatribanda 850/900/1800/1900 MHz, Bluetooth 1.2, cámara VGA de 2 megapíxeles, Windows Mobile 6.0 Anunciado el 12 de septiembre de 2007 para la operadora Vodafone en Europa. Último Palm Treo GSM hasta la fecha.                                                                     |
| Treo 800W (CDMA)           | Resolución de pantalla de 320 x 320 píxeles, CDMA 800 (Digital Cellular), 1900 (PCS) y 1.5GHz (GPS), soporte de red CDMA2000 EvDO, Wi-Fi 802.11b/g/i, Bluetooth 2.0, cámara VGA de 2 megapíxeles, Windows Mobile 6.1 Anunciado el 14 de julio de 2008 para la operadora Sprint en Estados Unidos. Último Palm Treo CDMA hasta la fecha. |
| Palm Treo Pro (GSM)        | Resolución de pantalla de 320 x 320 píxeles, GSM, Cuatribanda GMS. Tribanda UMTS/HSDPA, Windows Mobile 6.1 Professional, GPS y aGPS integrado, Wi-Fi 802.11b/g/i, Bluetooth 2.0, cámara VGA de 2 megapíxeles. Anunciado el 20 de agosto de 2008 para el mercado Europeo. Último Palm Treo GSM hasta la fecha.                           |

## Curiosidades
- En la película "The Bourne identity", uno de los que retienen al protagonista usa un Treo 270.
- En un episodio de la serie 24, Jack Bauer modifica un Treo para detonar los explosivos de unos terrorista y, de este modo, salvar a unos rehenes secuestrados en el aeropuerto de Ontario.
- En la película de 2006 Snakes on a Plane, uno de los pasajeros fotografía a las serpientes y envía la fotografía por correo electrónico para que un experto la examine. La escena es imposible en la realidad, ya que no hay cobertura de telefonía móvil en un avión que vuela de Los Ángeles a Honolulú.
- En la película La sombra de la sospecha (The Sentinel) (2006), la mayor parte de los personajes usan teléfonos Treo.
- En la serie Smallville, Lex Luthor y Chloe Sullivan también usan treo 650.
- En CSI: Nueva York los inspectores utilizan Treo diseñados para Verizon.
- En la película Night at the Museum (Night at the Museum) (2006), el novio de la exesposa tiene en el cinturón un Treo.
- En High School Musical y High School Musical 2, Gabriela (Vanessa Hudgens) utiliza un Treo 650.
- Atrapado en los suburbios de Disney Channel se basa en una estrella de la música pop que pierde su Treo en un suburbio y lo recupera una de sus fanes.
- En Venezuela el presidente Hugo Chávez declaró ante los medios de comunicación que prefiere llamar a sus amigos utilizando un Treo 650.